# Gabriel Calloet-Kerbrat
Vous lisez un « bon article » labellisé en 2008.
Gabriel Calloet de Querbrat (ou Calloet-Kerbrat, selon l'orthographe bretonne qu'il utilise parfois), né à une date inconnue, entre 1616 et 1620 à Kerbrat-en-Servel, actuellement dans la commune de Lannion (Côtes-d'Armor), et mort à Lannion le 30 juin 1697 âgé d'environ 80 ans, est un agronome et écrivain catholique breton. Considéré comme l'introducteur en France de l'idée d'amélioration zootechnique par croisement, il a joué un rôle important dans la mise en place des hôpitaux généraux au XVIIe siècle.

## Les expérimentations agricoles

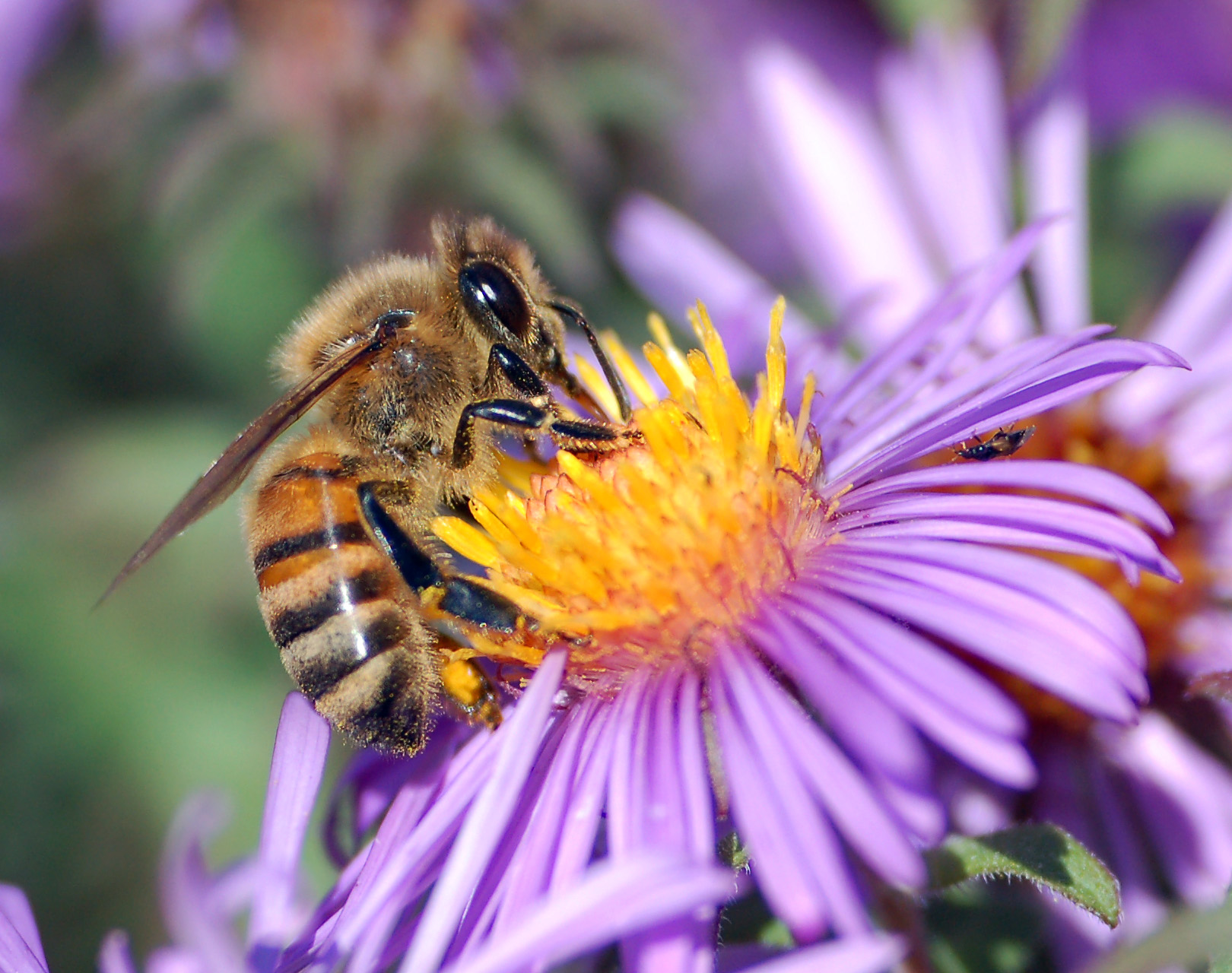
Calloet-Kerbrat était passionné par les abeilles.

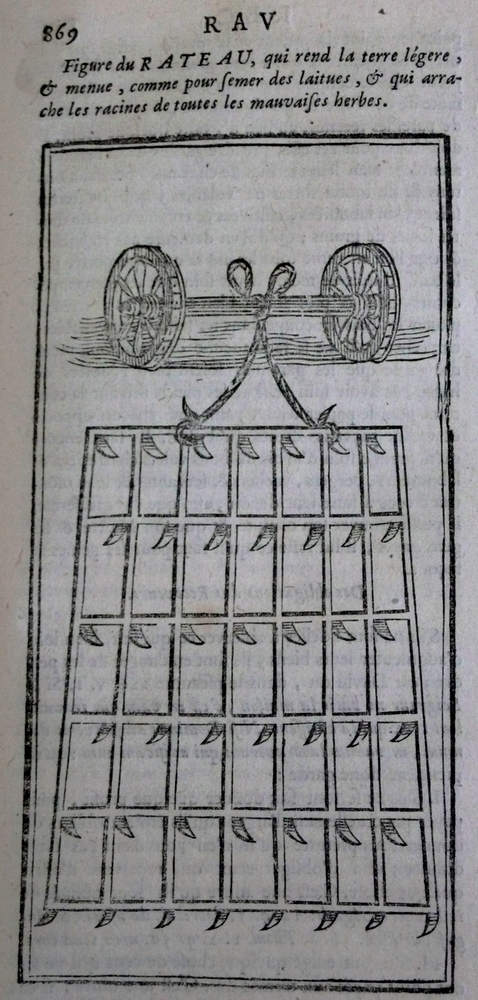
Le « rateau » de Calloet-Kerbrat. Planche du Dictionnaire Oeconomique de Noël Chomel, édition de 1760.

Issu de la petite noblesse du Trégor, Gabriel Calloet-Kerbrat aurait fait ses études au collège jésuite de La Flèche, avant d'étudier le droit à Paris. Il devient avocat général à la chambre des comptes de Bretagne, à Nantes, le 21 juillet 1642, charge qu'il tenait en survivance, sans doute de son parent Antoine Calloet. Le 10 juillet 1646, il obtint la charge d'avocat général pour la session de septembre, un office nouvellement créé par Louis XIV, qu'il occupera jusqu'en 1664. Enfin en 1647, il devint conseiller d'état. Sa carrière parlementaire n'a jamais fait l'objet d'une étude, et pour cette période, on peut seulement lui attribuer la rédaction d'un éloge funèbre en latin du cardinal de La Rochefoucauld, vers 1645.
Au cours des années 1650, il se livre sur son domaine à l'expérimentation agronomique. La production de miel le passionne : il possède un verger important, et plus de 800 ruches. Afin de mieux comprendre leur mode de vie, il met au point la première ruche de verre connue ; il tire une grande fierté d'avoir « appris à les conduire et à les guérir tout autrement que ne dit Virgile, et tous les autres qui en ont écrit ». Mais il s'occupe également d'élevage ovin, caprin, chevalin et bovin, et cultivées selon ses méthodes, ses terres lui rapportaient, d'après ses estimations, un tiers de plus que ses voisins. Il expérimente avec succès l'usage du sainfoin d'hiver, c'est-à-dire de l'ajonc marin, pour le fourrage, dont il se fera plus tard le propagandiste, et pour lequel il invente une herse spécialement destinée à rendre la terre plus meuble afin de le planter l'hiver, sur un champ ayant servi pour l'orge. Ses écrits ultérieurs témoignent d'une connaissance directe des questions agricoles, puisqu'il emploie parfois un vocabulaire breton pour désigner certaines plantes et pratiques. Il connaît bien, visiblement, l'élevage des chevaux ; il est vrai que les évêchés bretons de Tréguier et de Léon sont, à cette époque, de grands exportateurs de chevaux.

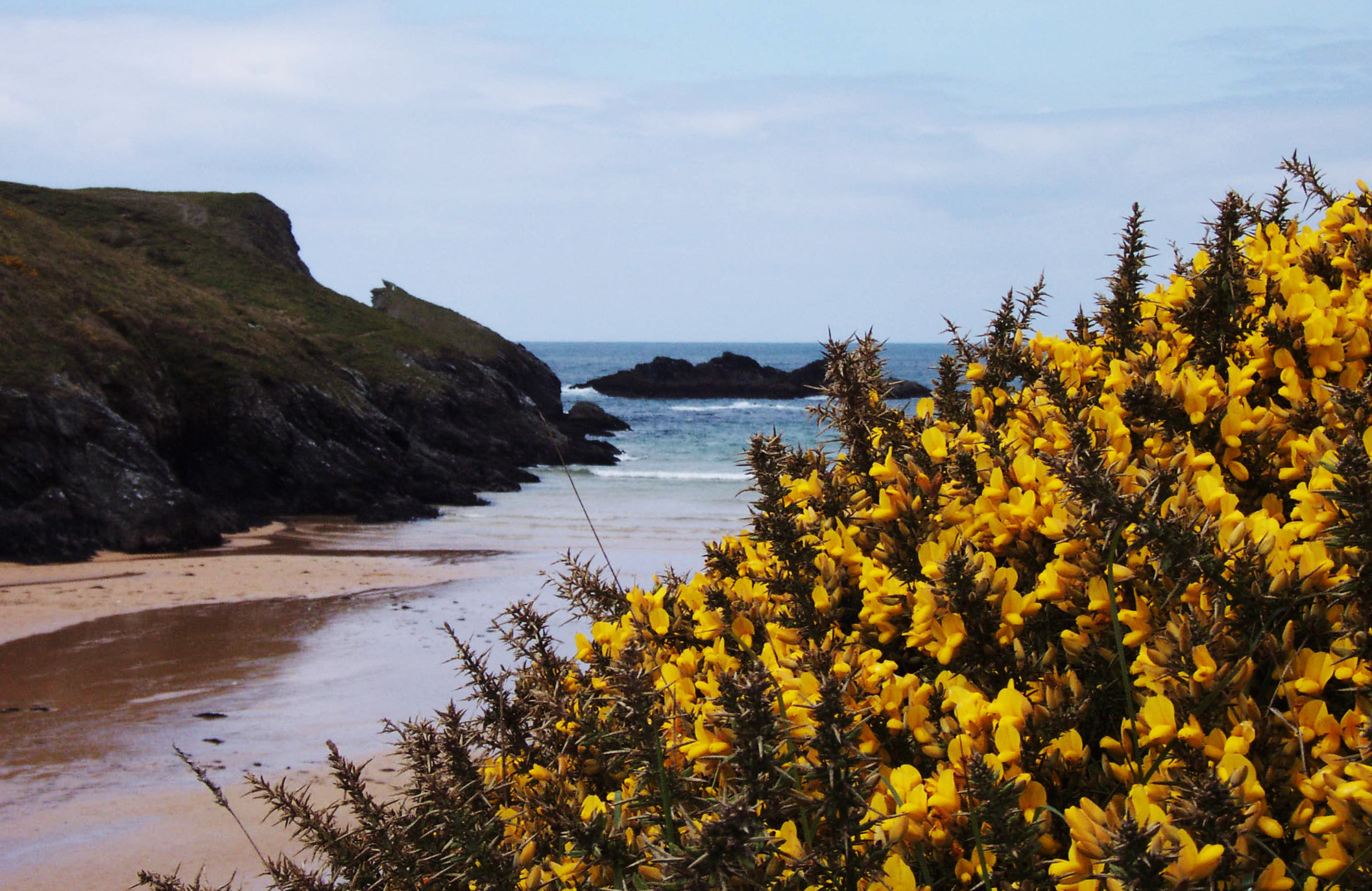
Ajoncs sur une plage bretonne. Calloet-Kerbrat avait inventé une machine pour en extraire du fourrage.

Calloet-Kerbrat est également l'inventeur d'une machine à broyer les ajoncs afin d'en extraire du fourrage pour les bestiaux, souvent citée dans la littérature agronomique. Il conseille particulièrement l'usage de cette plante pour les poulains nouveau-nés, mais aussi pour les vaches et moutons. Cette pratique, de même que l'emploi de cette machine semblent s'être répandus en Bretagne au cours du XVIIIe siècle et ses conseils alimentaires apparaissent encore dans la littérature vétérinaire du XIXe siècle. Parmi ses inventions, il faut encore citer sa « loge » de claie, qui sert à entreposer les raves durant l'hiver et son hache-navets pour la nourriture des bestiaux, qui comptent parmi les premières machines agricoles décrites par leur inventeur. Ses planches de dessins sont régulièrement reproduites au XVIIIe siècle, notamment dans la Maison rustique, ce qui leur assure une large diffusion.
Cette volonté d'expérimentation pratique est explicite chez Calloet-Kerbrat, même si elle coexiste avec d'autres formes d'établissement des preuves : il consulte les autorités anciennes, principalement Aristote et Hippocrate, et modernes, bien qu'il se méfie des médecins, exception faite de Juan Huarte, consulte les archives, écoute les avis des personnes compétentes. Ainsi, après avoir écouté l’avis des femmes de son village sur l’effet des différentes orientations du vent sur la naissance des coqs, Calloet-Kerbrat se livre à des expérimentations sur leur influence sur l’humidité de cristaux de sels, à des observations sur la frisure des cheveux, se livrant au passage à une réquisitoire contre le coût et l’insalubrité des perruques. Il en conclut, conformément à sa théorie, que le mâle, issu d’une semence chaude et sèche, est favorisé par les vents du nord et de l’est. Inversement, il signale lorsqu'il n'a pas expérimenté lui-même un procédé qu'il rapporte, tel que celui qui permet de choisir la robe d'un poulain à venir : on peint un tapis de la couleur désirée, dont on recouvre la jument depuis l’accouplement jusqu’à la naissance. Ce procédé, appliqué aux brebis, était déjà utilisé par le prophète Josué. Sa démarche est donc, en toute rigueur, celle de la science du XVIIe siècle, où l'expérimentation prend le pas sur la citation des autorités.

## Les publications agronomiques

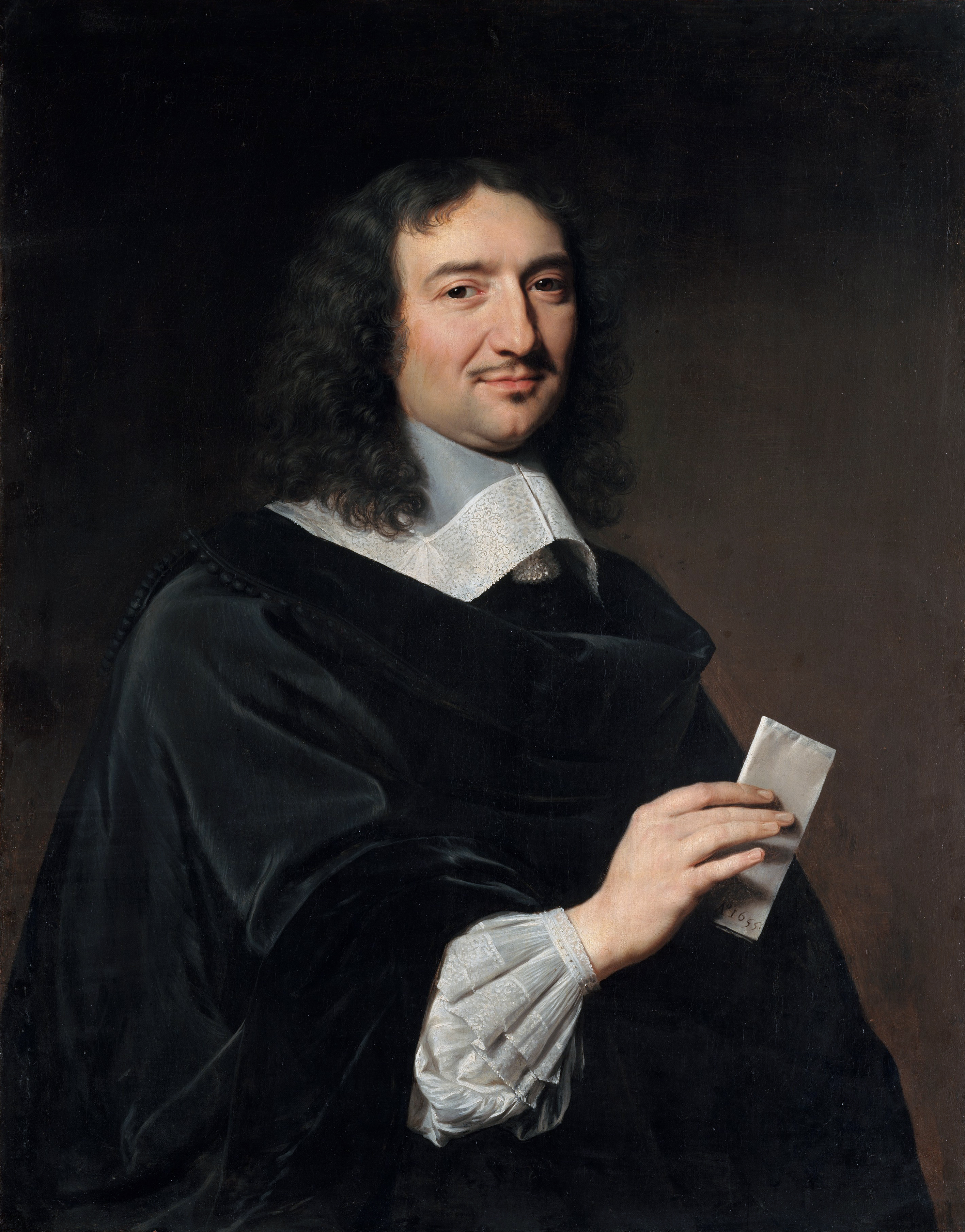
Colbert, peint par Philippe de Champaigne en 1666, l'année où Gabriel Calloet-Kerbrat lui présente ses travaux.

Ruiné par un procès, il s'installe à Paris. C'est là qu'il publie de 1666 à 1680 une série de brochures concernant l'amélioration zootechnique des chèvres, brebis, vaches et chevaux, bien qu'il traite volontiers de sujets annexes, tels le choix du sexe des enfants, une critique du port de la perruque, la publicité pour son remède universel et une critique de la chicane juridique - l'un des thèmes favoris de la Compagnie du Saint-Sacrement. Il s'agit de textes courts, écrits dans un style direct puisque, à la manière d'Olivier de Serres, il tutoie son lecteur, avec des pointes d'humour et de nombreuses références à ses expériences personnelles, tout autant qu'à la culture classique. Audren de Kerdrel, son premier biographe, notait le ton familier avec lequel Calloet-Kerbrat s'adressait aux grands personnages, y compris au roi, attribuant ce trait de caractère à ses origines bretonnes. On pourrait tout autant y voir l'influence des pratiques de la Compagnie, où la préséance fondée sur le rang était exclue.
Calloet-Kerbrat a cherché à rencontrer Colbert. Plusieurs historiens considèrent que Calloet-Kerbrat fut l'inspirateur de la politique du contrôleur général des finances en matière d'amélioration de l'élevage, et l'historien de l'agronomie André Jean Bourde lui-même écrivait : « On ne peut traiter de l’activité de Colbert dans le domaine de l’agriculture sans dire quelque chose d’une remarquable personnalité agronomique, Calloet-Querbrat ou Calloet de Kerbrat ». Les traces de leur rencontre font néanmoins défaut, mais elle est effectivement probable, puisque la Bibliothèque nationale conserve une lettre, en date du 6 février 1666 par laquelle ce dernier sollicite un rendez-vous auprès de Colbert, sur recommandation du Duc de Mazarin, lieutenant général de Bretagne : « Poür ces chevaux, brebis, et vaches, M. le Duc Mazarin, m’a demandé des mémoires, qu’il m’a dit vous avoir donné, et que vous désiriez me parler ». Il y fait référence à ses premières brochures, qui viennent de paraître. L'une d'entre elles est dédiée au ministre, qui en reçoit un exemplaire spécialement imprimé sur vélin - aujourd'hui conservé à la Bibliothèque nationale dans cette dédicace, Calloet-Kerbrat lui rappelle que c'est sur sa demande qu'il a rédigé ces mémoires.
Les solutions proposées par Calloet-Kerbrat sont d'inspiration colbertiste. Il suggère, par exemple, d'envoyer dans chaque paroisse, un taureau flandrin, afin de le croiser aux vaches locales, afin de créer une race plus grande et plus féconde, et d'accorder à leurs gardes des privilèges fiscaux, comme cela se fait pour les étalons en Poitou. Colbert a commencé dès 1659 à s'intéresser à la question des chevaux, puis de celle des bovins en 1662. Il croit à la possibilité de l'amélioration par croisement avec des reproducteurs importés, puisqu'il se préoccupe de faire venir en France étalons, béliers et taureaux. Sur ce point, il est en accord avec les idées de Calloet-Kerbrat, contre l'idée dominante selon laquelle l'animal est un simple reflet du sol, et que les croisements aboutissent à une dégénérescence rapide. Sur d'autres points, au demeurant, il se situe aux antipodes de la pensée de l'agronome breton : alors que celui-ci propose le doublement des surfaces pâturées du royaume, Colbert fait passer l'édit de triage (1667), qui attribue aux seigneurs - et à défaut de seigneur, au Roi - le tiers des surfaces non-cultivées, lesquels vont généralement les transformer en terres cultivées plutôt qu'en pâtures. L'influence de Calloet-Kerbrat sur la pratique colbertienne est donc probable, mais limitée.

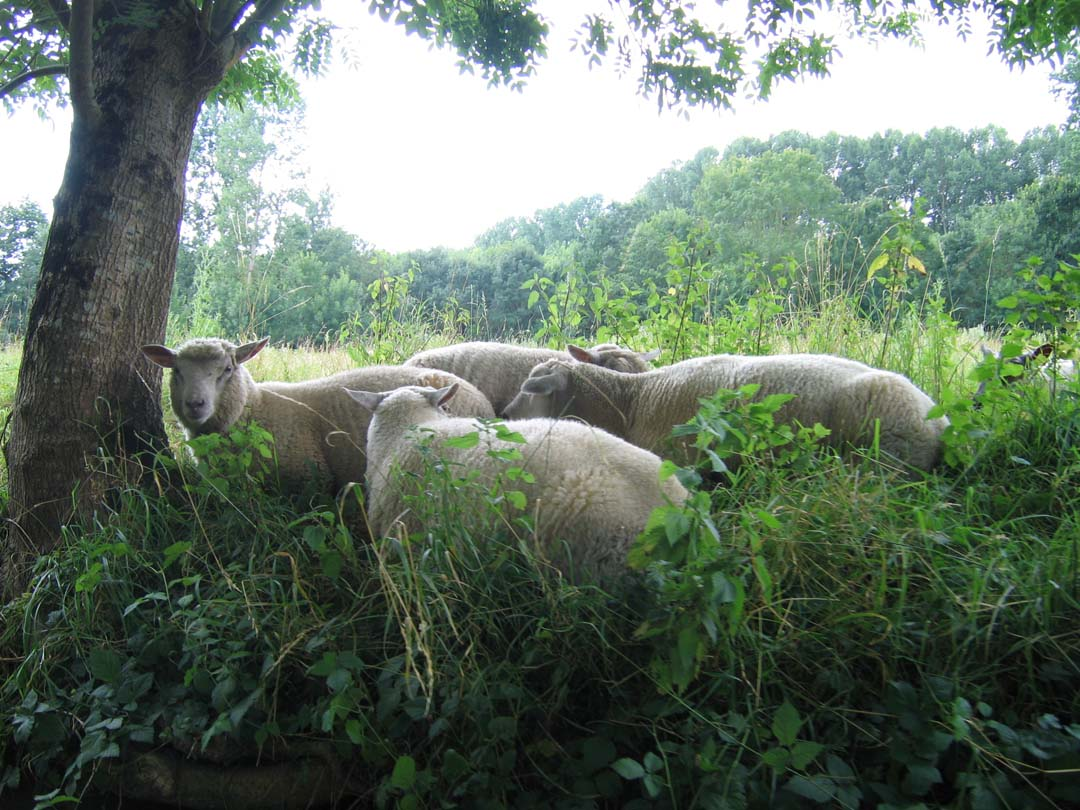
Moutons dans la Marais poitevin. Calloet-Kerbrat s'intéressait aux animaux amenés par les Hollandais qui travaillaient à l'assèchement de ce marais.

Dédaignant les races locales, Calloet-Kerbrat est bien informé des méthodes d'élevage à l'étranger. Il fait l'éloge des vaches flandrines, que les Flamands de Bradley travaillant à l'assèchement du Marais poitevin ont importées dans le Poitou ; propose la première description en langue française des moutons anglais, et de leurs croisements fructueux avec des bêtes espagnoles ; signale également les ovins hollandais. La fréquentation de l’ambassadeur du Danemark, pays où l’agronomie était plus avancée que la France, a pu jouer un rôle pour lui faire connaître les pratiques de ce pays, qu'il cite souvent en référence.
Calloet-Kerbrat est donc le premier théoricien de l'amélioration par croisement en France. Les agronomes de la Renaissance, tels le Praedium Rusticum d’Estienne (1554), la Maison rustique de Jean Liébault (1564), ou encore le Théâtre d’agriculture d’Olivier de Serres (1600), n'envisagent pas cette possibilité. Conformément à la pensée médicale du siècle, Calloet-Kerbrat place sa réflexion dans le cadre aristotélicien de l'opposition du chaud et du froid, du sec et de l'humide. En effet, il est alors communément admis que les animaux importés de pays froids dégénèrent lorsqu'ils sont transportés vers des pays chauds. L'agronome breton postule, pour sa part, une chaleur initiale de chaque espèce, liée à son origine première, et qui est invariable - et il s'ingénie à démontrer que les animaux dont il propose l'importation, comme les chevaux danois, proviennent initialement des pays chauds. Ce faisant, il écarte l'idée déjà mentionnée de l'animal comme simple reflet du sol. Certains auteurs, notamment Solleysel, admettaient déjà cette possibilité pour les chevaux, mais Calloet-Kerbrat semble bien être le premier à l'avoir étendu aux animaux non-nobles, tels que vaches, chèvres et moutons. Il est possible que la réticence, dans la pensée française du XVIIe siècle, à imaginer cette possibilité, soit liée aux structures sociales : affirmer que les animaux non-nobles peuvent être améliorés par croisement, laisse penser que cela pourrait s'appliquer aux humains également, chose difficile à admettre alors même que l'idéologie aristocratique de l'époque tend à considérer la noblesse comme une race.
Les brochures de Calloet-Kerbrat sont bien plus courtes que les ouvrages agronomiques qui font alors référence, dans une volonté explicite de large diffusion : « Quand les riches ne feroient pas faire ces établissemens, ils doivent du moins envoyer ce livre à leurs fermiers, pour leurs apprendre à tirer plus de profit qu’ils ne font de leurs bestiaux communs, ménageant leurs paturages l’esté, & augmentant leur fourage l’hyver, par ce sain-foin d’hyver & autres moyens marquez cy-dessus ». Calloet-Kerbrat y développe un système agricole complet (répartition de l'occupation des sols, choix des productions et relations entre elles). Il se singularise en proposant de voir dans l'élevage, non pas un mal nécessaire — selon l'expression employée couramment — mais comme une source de profit en soi. Mieux, il suggère d'organiser l'agriculture en fonction de l'élevage, et non le contraire.
Cette volonté de transformer le système agricole est dominée par l'idée centrale de Calloet-Kerbrat, à savoir la lutte contre la pauvreté. Il considère que ses propositions sont susceptibles d'enrichir les paysans, et par conséquent de diminuer le poids que l'impôt fait peser sur eux : « le peuple n'en est pas mieux, quelque fertile que soit la terre, si on l'épuise par la Taille et autres subsides sans lui donner les moyens de faire quelque profit extraordinaire à quoi s'étudient les États voisins », écrit-il, non sans se couvrir de l'autorité des confidences que lui aurait fait le Maréchal de la Meilleraye - un proche de la Compagnie du Saint-Sacrement.
Au XVIIIe siècle, les idées de Calloet-Kerbrat furent couramment reprises dans la littérature agronomique, parfois reproduites intégralement dans des ouvrages sans toujours que son nom apparaisse. Il est notamment repris par le Dictionnaire œconomique de Noël Chomel (1708) et dans la Nouvelle maison rustique (1772), tandis que l'abbé Grégoire fait son éloge dans l'introduction de son édition des œuvres d'Olivier de Serres.

## La Compagnie du Saint-Sacrement

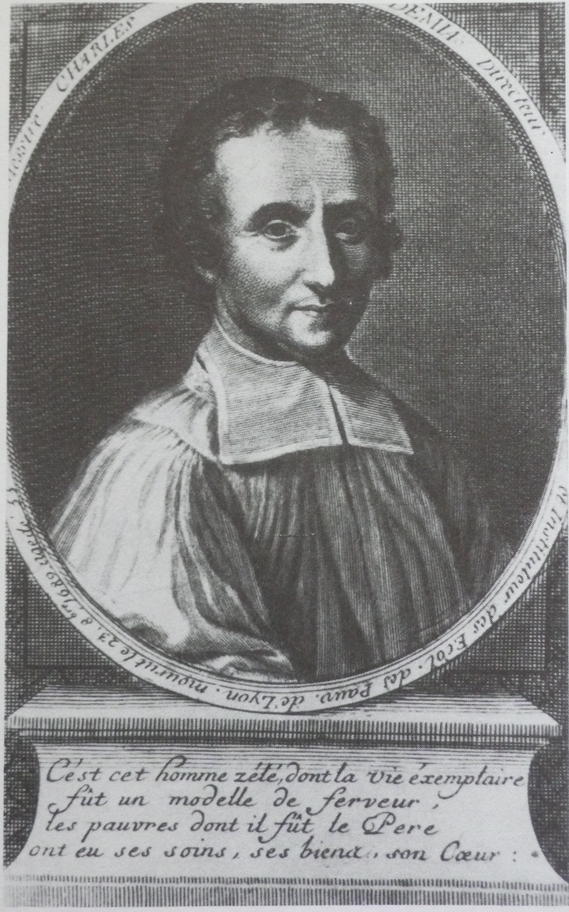
Charles Démia, l'ami et le correspondant de Calloet-Kerbrat, Portrait anonyme en Frontispice de son Trésor clérical, deuxième édition, 1694.

À Paris, Calloet-Kerbrat est en relation avec Antoine Barrillon, marquis de Morangis, qui avait été l'un des membres influents de la Compagnie du Saint-Sacrement. Il devient secrétaire de l'assemblée charitable de la paroisse Saint-Sulpice, qui prolonge l'action de cette compagnie après son interdiction en 1666 par Louis XIV. À partir de 1670, il lance, avec deux autres anciens membres, les révérends pères André Guevarre et Honoré Chaurand - un prédicateur réputé -, une campagne en faveur de la création d'hôpitaux généraux et de bureau de charité pour les pauvres, selon le modèle proposé dans l'édit royal de 1662. Ils obtiennent rapidement le soutien des gouverneurs des hospices de Paris, notamment celui de Loyseau ; ces derniers souhaitaient favoriser l'expansion d'un réseau hospitalier, afin d'éviter de recueillir les pauvres des provinces, et donc alléger leurs propres charges financières. Cette campagne, favorisée par les Jésuites, est coordonnée par Calloet-Kerbrat.
La campagne de développement des hôpitaux généraux remporte un certain succès, puisque ses promoteurs lui attribuent près de cent-vingt créations – parfois éphémères il est vrai – dont ceux de Quimper, Roanne, Saint-Étienne et Bourg-en-Bresse. La méthode mise au point par Guévarre et Calloet-Kerbrat est assez expéditive : les missionnaires passent trois jours dans la ville, multiplient les démarches auprès des gens fortunés et font une quête destinée à créer le nouvel hôpital « à la capucine », c'est-à-dire avec de moyens très réduits, selon l'expression du XVIIe siècle. Elle se traduit, dans la pratique, par le grand renfermement des mendiants, étudié par Michel Foucault dans son Histoire de la folie à l'âge classique.
Calloet-Kerbrat diffuse également un médicament qu'il considère comme une panacée contre toutes les maladies. Il remporte un certain succès, puisque Dominique de Ligny, évêque de Meaux, propose à l'Assemblée du clergé, le 17 novembre 1670, de diffuser ses brochures et ses médicaments dans l'ensemble des paroisses de France, François Faure, évêque d'Amiens relaye l'information dans son diocèse et que Balthasar Grangier de Liverdis, évêque de Tréguier, impose à ses curés d'en mettre à disposition des paroissiens. Charles Démia et Noël Chomel se chargent de le diffuser à Lyon.
En 1675, Calloet-Kerbrat publie les Mémoires de feu M. de Morangis qui proposent l'établissement d'hôpitaux généraux dans tout le royaume, sur le modèle de la Charité de Lyon, et propose au roi d'établir une direction générale chargée de cette mission. Paul Pellisson, le père Chaurand et « un sieur qui a été avocat général », c'est-à-dire Calloet-Kerbrat lui-même, interviennent à la cour pour obtenir sa création.
En mai 1679, les agents généraux du clergé écrivent une lettre circulaire aux curés pour soutenir l'action de Callot-Kerbrat, Chaurand et Guevarre. Plusieurs évêques l'encouragent : Balthasar Grangier de Liverdis, dans le diocèse Tréguier, Jean-Jacques Séguier de La Verrière, à Nîmes et même Camille de Neufville de Villeroy à Lyon, sous la pression de la Compagnie du Saint-Sacrement. Calloet-Kerbrat avait écrit à Charles Démia, lui suggérant d'obtenir le soutien de Bédien Morange, vicaire général du diocèse et lui-même membre de la Compagnie. Cette lettre, publiée par Yves Poutet, révèle l'étroite collaboration entre Calloët et le fondateur des écoles primaires de Lyon, mais aussi les réseaux du gentilhomme breton : il bénéficie notamment du soutien de Bossuet, alors évêque de Condom et précepteur du Dauphin, du Cardinal de Bouillon, du chanoine de Saint-Paul de Lyon Claude Manis, et de Pellisson.

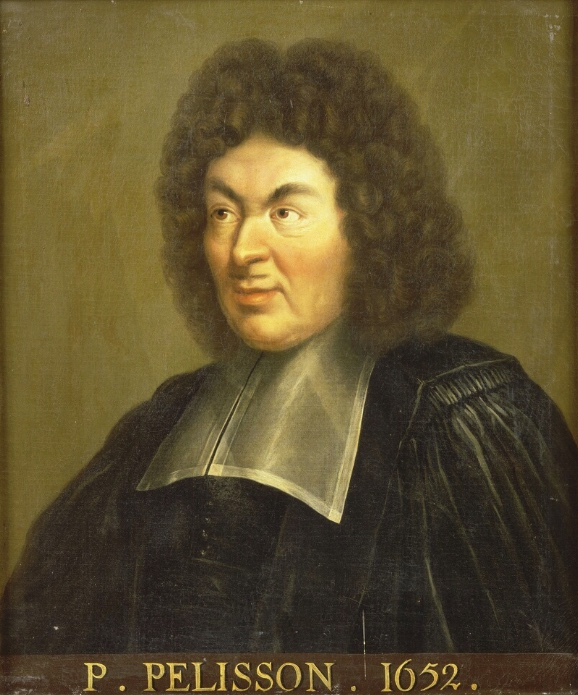
L'académicien Paul Pellisson, un proche de Gabriel Calloet-Kerbrat.

Calloet-Kerbrat reçoit effectivement le soutien de l'académicien Paul Pellisson, protestant converti au catholicisme en 1670 et administrateur de la caisse des conversions. La proximité entre les deux hommes est confirmée par des préoccupations communes : Pelisson publie un Remède universel pour les pauvres gens et leurs bestiaux ; de son côté, Calloet-Kerbrat se passionne pour le soutien aux nouveaux convertis, comme en témoigne sa correspondance avec Nicolas de La Mare, commissaire au Châtelet de Paris, pour lui signaler des cas d'anciens protestants persécutés par leurs coreligionnaires. Il s'occupe particulièrement du cas d'une jeune fille lyonnaise, qui a fui sa famille, parce que son père, devenu protestant, la battait pour qu'elle accepte d'épouser un réformé. Un temps réfugiée à Port-Royal des Champs, elle devient folle et erre nue dans les rues de Paris en chantant des hymnes religieux.
Dans son advis de l'advocat général des pauvres (1683), Calloet-Kerbrat écrit que, dans le royaume de France, des millions de pauvres dans le besoin « mènent une vie abominable, qui les damne et damne ceux qui pourraient y remédier et ne le font pas », et considère que leur conversion doit passer avant celle « Indiens et des sauvages ». Cette conception qui lie la lutte contre le paupérisme au Salut de l'âme est l'un des fondements conceptuels de la Compagnie du Saint-Sacrement.
Calloet-Kerbrat signe alors ses brochures du titre d'« avocat général des pauvres », que l'on peut rapprocher de l'un de attributs de saint Yves, auquel il s'identifie dans tout son parcours, ou encore de « procureur et protecteur général des affaires concernant les pauvres dans toute la France ». Il n'est pas certain qu'il faille prendre ce titre pour une charge officielle. Calloet-Kerbrat agit dans le cadre des réseaux de la Compagnie, à titre privé. Il y consacre d'ailleurs l'essentiel de ses richesses, ce dont il se plaint amèrement auprès de son ami Démia : « je suis chargé d'une femme et des sept enfans, et cependant depuis 25 ans, je fournis seul aux frais tous les imprimez pour l'établissement des hospitaux généraux, etc. et port de lettres, qui sont immenses. Il m'en vient des quatre coins du royaume et du dehors. Pour y fournir j'ay retranché ma dépense. Je me prive de tous le commode et d'une partie du nécessaire. On sera recompensé monnoye de paradis ». Il est vrai que l'affranchissement des lettres, assez élevé, est alors à la charge du destinataire.
En 1688, Calloet-Kerbrat est chassé de Paris sur ordre de Louis XIV, pour avoir fait imprimer « plusieurs mémoires ridicules sur l'état des pauvres du royaume et fait des assemblées publiques ou il exagéroit cette pauvreté ». L'intervention en sa faveur de Gabriel Nicolas de La Reynie, lieutenant général de police de Paris, ne parvient pas à le sauver. On ignore la date et le lieu de son décès.

## Œuvres de Gabriel Calloet-Kerbrat

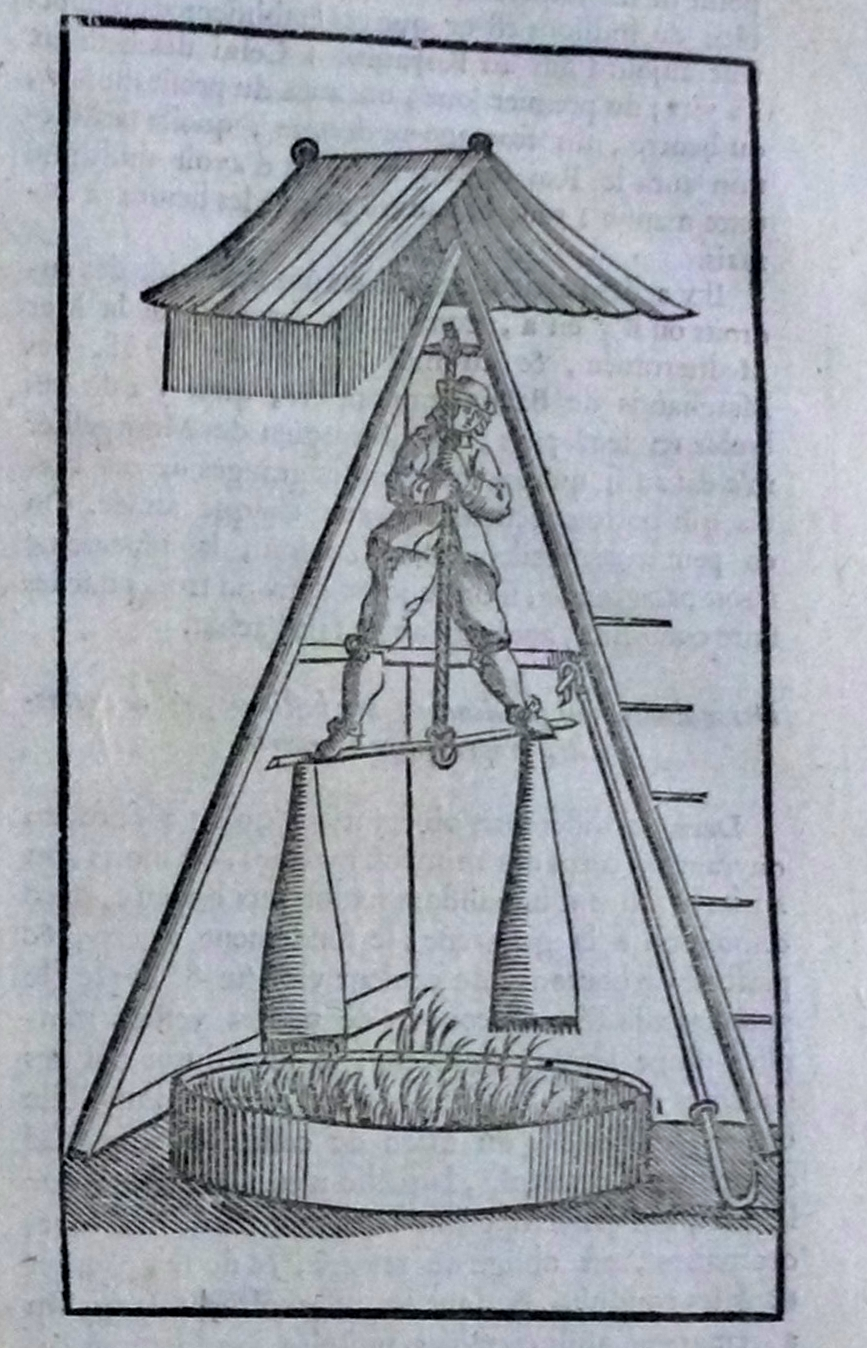
Machine à broyer les raves, inventée par Calloet-Kerbrat. Planche du Dictionnaire Oeconomique de Noël Chomel, édition de 1760.

- Epitaphius ill. card. Rupifucaldii a p. Calloet, slnd, [1645].

- Advis, on peut en France, eslever des chevaux, aussi beaux, aussi grands, & aussi bons, qu'on Allemagne, & royaumes voisins. Il y a un secret, pour faire aux belles cavales entrer en chaleur et retenir. Il y a un autre secret, pour faire que les cavales que l'on voudra, porteront des masles quasi tousjours, cela est expérimenté, & pour toute sorte d'autres animaux, chiens, pourceaux, &c... Par le sieur Querbrat Calloet, [lettre dédicatoire à Louis XIV], Paris, 1666, in-4°.

- Beaux chevaux. 1 Qu'on peut en avoir en France d'aussi beaux qu'en Espagne, Angleterre, Dannemarc... 2 Que cependant on peut tirer un tiers plus de profit qu'on ne fait de la nourriture de ceux de France. 3 Le moyen de le faire... Présenté au Roy, l'an 1666... (Par G. Calloët-Querbrat.), Paris, Veuve Langlois, 1666, 54 p.

- Moyen pour augmenter les revenus du royaume de plusieurs millions. Cela se peut, augmentant le revenu des terres, on peut faire que le bestial, produira 2. fois plus de profit qu'il ne fait. Il y a des brebis qui donnent 2. agneaux par an, & 2. fois plus de laine, & plus fine que celles de France. Il y a des vaches qui donnent aussi 2. fois plus de laict, & de beure que les nostres. Et pour les païs maigres, il y a des chevres qui ont aussi 2. fois plus de laict, & meilleur que celuy de nos communes, dont le poil est fin & bon à faire camelots, il y a de tous ces animaux en France qui ont fort bien reüssi. Si on establit ces brebis par tout, on multiplira la laine, les draps diminueront de prix. Si on establit ces vaches & ces chevres, on multiplira le laict, le beure, & le fourmage, les ouvriers vivront à meilleur marché, & tout le pauvre peuple, les manufactures qu'ils font diminueront aussi de prix. Dédié a monseigneur Colbert. Par le sieur Querbrat Calloet.., Paris, Denys Langlois le jeune, 1666, in-4°.

- Placet au Roy. Hospitaux généraux. Mémoires de feu M. Morangis, cet illustre, ce charitable, et intelligent conseiller d'État mort l'an 1672 adressez en forme de lettre par lui écrite trois mois avant son décès, à un sieur amy, qui a esté advocat général, pour le convier à continuer ses soins, pour l'établissement de ces hôpitaux généraux dans toutes les villes du Royaume, suivant l'édit vérifié de 1622, 1675.

- Lettre circulaire de Calloet Querbrat, secrétaire de la Compagnie charitable de Paris, aux membres de l'Assemblée générale du Clergé de 1675, avec un placet des Confréries de la charité, une lettre du Père Chaurand S.J., une lettre d'un doyen sur les Confréries de la charité du diocèse du Mans, et des Remèdes pour les pauvres faciles & sans frais qui se peuvent faire partout, Paris, Denys Langlois, 1675.

- A Messieurs des villes et communautés de France. Lettre circulaire, s.l.s.n, [1678?].

- Pour augmenter les revenus des terres. Vaches de race indienne... Fait par M. C. Q. A. G. D. P. [Calloët-Querbrat, avocat général des pauvres], 1680.

- Avis très-important de l'avocat général des pauvres, ci-devant avocat général du roi (Calloet Querbrat, sur la question des hôpitaux et des secours à donner aux pauvres), 1683.

- A Son Éminence Mgr le cardinal Ranuzzi,... Lettre à Son Éminence, de l'avocat général des pauvres de France, ci-devant avocat général du roi. [Signé : Calloet Kbrat.], s.n.s.l, 1686, 15 p., in-4°.

- Avis très important de l'avocat général des pauvres et agent des missionnaires qui établissent les hôpitaux généraux à la Capucine, suivant les ordres du roi (Calloet Querbrat), 1688.

- Pour tirer des brebis et des chèvres plus de profit qu'on n'en tire. Brebis et chèvres de race indienne et de Barbarie / Fait par M. C. Q. A. G. D. P. [Calloët-Querbrat, avocat général des pauvres.], Paris, Veuve D. Langlois, s.d., IV-32 p., 4°.